# 辛巴威非洲民族聯盟—愛國陣線
辛巴威非洲民族聯盟—愛國陣線（英語：Zimbabwe African National Union – Patriotic Front，缩写为ZANU–PF）是辛巴威的一个政党。1980年津巴布韦獨立後，该党一直是執政黨。

## 歷史
1980年—1987年期間該政黨命名為「辛巴威非洲民族聯盟」，在爆發激烈內戰後，1987年辛巴威非洲民族聯盟決定進行和平談判並且與非洲人民聯盟合併，改名為現在使用的「辛巴威非洲民族聯盟—愛國陣線」，並且改為總統制，推舉穆加貝擔任總統。
儘管非洲民族聯盟—愛國陣線施行全國自由選舉活動，然而許多評論都認為該黨實施一黨專政制度，使穆加貝能夠長期維持專制獨裁的統治。甚至一些分析家指出在歷次議會及總統選舉之中，執政辛巴威非洲民族聯盟—愛國陣線及選舉委員會通過種票及各種舞弊手段，改變其選舉失利的結果，尤其在2008年辛巴威總統選舉期間，反對黨領導人摩根·茨萬吉拉伊勝出第一輪投票後，執政辛巴威非洲民族聯盟—愛國陣線甚至派遣國家安全部隊以及自身所屬的民兵打壓作為反對黨的爭取民主變革運動，在為期3個月的恐怖統治造成至少85人死亡、數百人失踪以及數千人受傷。不過儘管茨萬吉拉伊被迫退出第二輪投票，穆加貝因而在第二輪總統選舉中高票當選，但是並沒有確保議會席次人數使辛巴威仍然存有政治危機，最終與反對黨達成分權協議，反對黨領導人摩根·茨萬吉拉伊擔任辛巴威總理。
2013年辛巴威總統選舉中，擔任辛巴威總理的反對黨領導人摩根·茨萬吉拉伊落敗後，表示若執政非洲民族聯盟—愛國陣線籍舞弊改變投票結果的話，不排除發動政變行動以排除辛巴威非洲民族聯盟—愛國陣線的勢力。